# Joanna Budzis
Joanna Budzis (ur. 4 marca 1990 w Elblągu) – polska pływaczka, olimpijka z Pekinu 2008, absolwentka Uniwersytetu Pittsburskiego na kierunku psychologii oraz marketingu.
Srebrna medalistka mistrzostw Europy juniorów (basen 50 m) z roku 2006 na 400 m stylem dowolnym.
Wielokrotna medalistka mistrzostw Polski seniorów:
- złota
  - w konkurencji 400 m stylem dowolnym w latach 2005, 2007[2]
- srebrna
  - w konkurencji 200 m stylem dowolnym w roku 2004[3]
  - w konkurencji 400 m stylem dowolnym w latach 2006-2008
  - w konkurencji 800 m stylem dowolnym w roku 2005
  - w sztafecie 4 × 100 m stylem dowolnym w roku 2007
  - w sztafecie 4 × 200 m stylem dowolnym w latach 2005,2007-2008
  - w sztafecie 4 x 100 m w roku 2007
- brązowa
  - w konkurencji 200 m stylem dowolnym w latach 2005-2006
  - w sztafecie 4 x 100 m stylem dowolnym w roku 2005, 2009[4]
  - w sztafecie 4 × 100 stylem zmiennym w roku 2008

Na igrzyskach olimpijskich była rezerwową w sztafecie 4 x 200 m.